# Ёми
Ёми (яп. 黄泉 / 夜見 / 黄泉の国 / 黄泉ノ国/ 夜見の国 Ёми, Ёми но куни, «Страна Жёлтых Вод») — Страна Жёлтых Вод, или Страна Жёлтого источника. Название заимствовано из даосских источников. Фонетически звучит как Ёмоцукуни («Страна Тьмы»). Другие названия — «Страна Корней», «Донная страна», «Страна Матери», «Место, куда уходят мёртвые». В японской мифологии подземное царство, страна мёртвых.
В целом, прикосновение к Ёми, вступление в её пределы оскверняет и требует специального очищения.
Один из главных богов пантеона синтоизма Идзанаги, спускавшийся в царство мёртвых, чтобы вернуть супругу, смог уйти оттуда живым, но даже за ним, верховным богом, гнались демоны и боги грома, так что ему пришлось применить всю свою магию, меч, магические предметы и три персика, чтобы спастись. Жену (Идзанами) он так и не вернул — она успела попробовать «пищу с очага мёртвых», а это означает остаться в Ёми навечно для кого угодно. В результате Идзанаги пришлось её покинуть.
В описаниях Ёми и мифах, где она фигурирует, явственно прослеживаются параллели с мифами Древней Греции.